# August von Estorff
August Ernst Eggert von Estorff (* 21. Dezember 1811 in Barnstedt; † 6. Oktober 1891 in Veerssen) war Jurist und Mitglied des Deutschen Reichstags.

## Leben
August von Estorff entstammte dem niedersächsischen Uradelsgeschlecht von Estorff. Er war das neunte Kind aus der zweiten Ehe des hannoverschen Generalleutnants Albrecht von Estorff (1766–1840) mit Agnese (1775–1852), geborene von Harling. Georg Otto Carl von Estorff war sein Zwillingsbruder. 
Estorff erhielt seine Bildung zunächst durch Hauslehrer und war später auf der Ritterakademie in Lüneburg. Er studierte Rechtswissenschaften in Göttingen und Heidelberg. Als Auditor und Assessor war er bei mehreren Ämtern des Fürstentums Lüneburg. Danach als Hilfsarbeiter der Landdrostei Hannover und später als Amtsrichter im Fürstentum Lüneburg und Herzogtum Bremen, bis er 1879 aus dem Dienst trat.
Von 1884 bis 1887 war er Mitglied des Deutschen Reichstags für den Wahlkreis Provinz Hannover 17 (Harburg, Rotenburg in Hannover, Zeven) und die Deutsch-Hannoversche Partei.